# Pignan
Pignan is een gemeente in het Franse departement Hérault (regio Occitanie). De plaats maakt deel uit van het arrondissement Montpellier. Pignan telde op 1 januari 2022 8.326 inwoners.

## Geografie
De oppervlakte van Pignan bedroeg op 1 januari 2022 20,32 vierkante kilometer; de bevolkingsdichtheid was toen 409,7 inwoners per km².

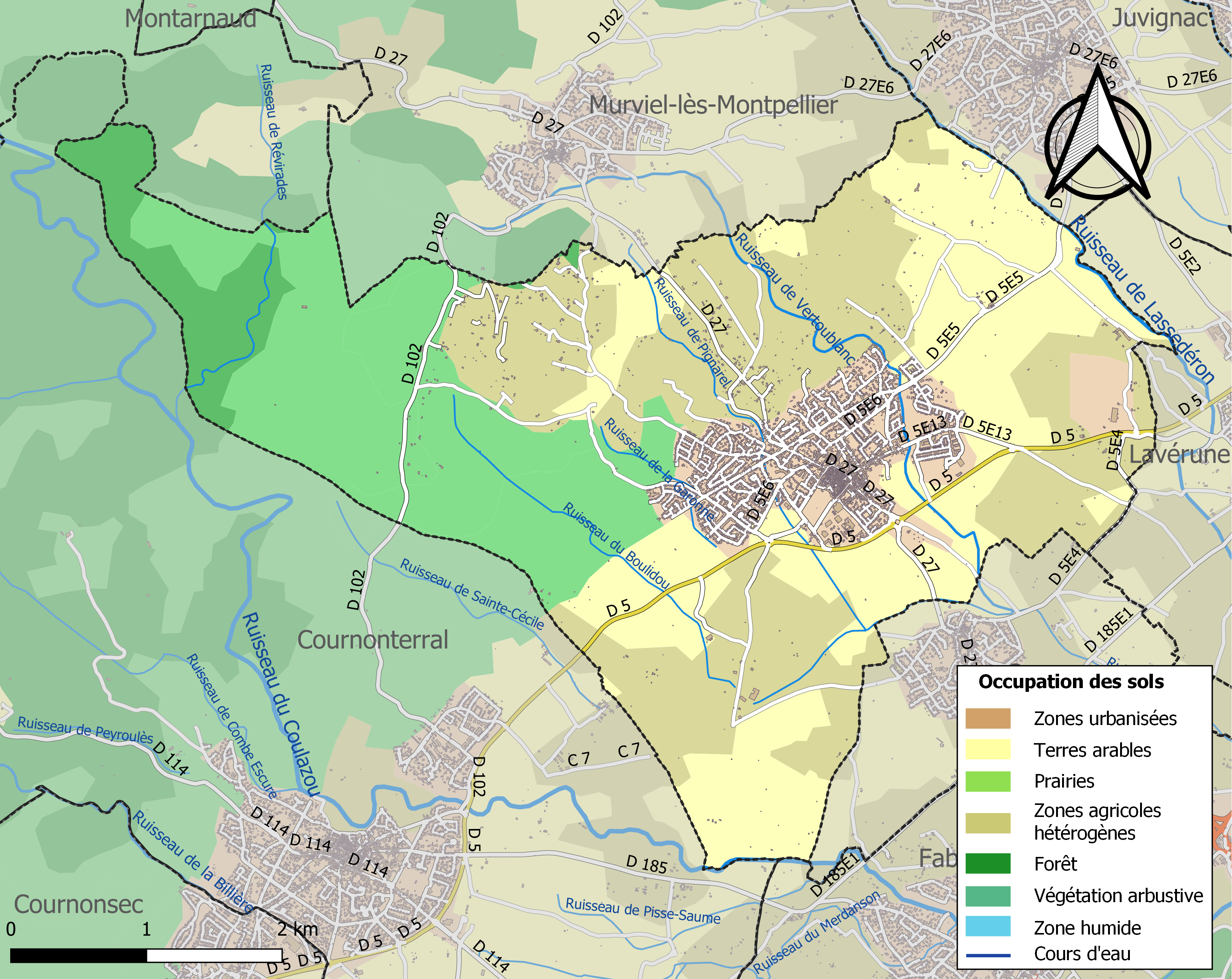
Kaart van de gemeente met belangrijkste infrastructuur, bodemgebruik en omliggende gemeenten

## Demografie
Onderstaande figuur toont het verloop van het inwonertal (bron: INSEE-tellingen).